# Enseignement agricole au Maroc
Pour des articles plus généraux, voir Enseignement agricole et Agriculture au Maroc.
L’enseignement agricole est un facteur important de la politique de développement agricole et rural du Maroc. Il accompagne les politiques sectorielles du Ministère de l’Agriculture et de la Pêche Maritime (MAPM) et plus particulièrement celles conduites dans le cadre du  Plan Maroc Vert (PMV) mis en œuvre depuis 2008 et qui fait de l’agriculture l’une des priorités du pays. 
L’enseignement agricole est administré au niveau central par la Direction de l’Enseignement, de la Formation et de la Recherche (DEFR) du MAPM relayée au niveau régional par les Directions Régionales de l’Agriculture.
Il comprend un dispositif d’enseignement supérieur avec 3 établissements d’enseignement et de recherche et un dispositif d’enseignement technique et de formation professionnelle composé d’une cinquantaine d’instituts et centres.

## Enseignement supérieur

### Missions
L'enseignement supérieur agricole marocain, conformément à la loi 01-00 portant organisation de l’enseignement supérieur, exerce une triple mission de formation initiale et continue des cadres du secteur agricole, de préparation à l’insertion des jeunes dans la vie active, et de recherche scientifique et technologique. 

### Caractéristiques
Il comprend 3 établissements : l'Institut Agronomique et Vétérinaire Hassan II (IAV) de Rabat avec son Complexe Horticole d’Agadir,  l'École Nationale d'Agriculture (ENA) de Meknès et l'École Nationale Forestière d'Ingénieurs (ENFI) de Salé. 
Les enseignements et les recherches sont assurés par plus de 300 enseignants-chercheurs au bénéfice de 2400 étudiants environ. 
Les filières de formation sont diversifiées et couvrent non seulement les différentes domaines de l’agriculture, mais aussi des secteurs  connexes  (Horticulture et paysage, Industrie agro-alimentaire, Équipement rural, Topographie, Médecine vétérinaire, Foresterie).  Ce caractère polytechnique est un atout fondamental de l’enseignement supérieur agronomique marocain qui lui permet de répondre à une  grande partie des besoins en cadres pour le développement rural du pays.
Les cursus de formation ont été récemment mis en conformité avec le système LMD (Licence-Master-Doctorat) afin de bénéficier d’une meilleure lisibilité au niveau national et international. A l’IAV et à l’ENA, ils sont organisés ainsi  :
- Deux années préparatoires intégrées visant une consolidation des connaissances en sciences fondamentales et une initiation à la réalité du monde agricole et rural
- Un cycle ingénieurs d’une durée de 6 semestres avec un tronc commun aux différentes filières de 3 semestres suivi d’une  spécialisation également de 3 semestres conduisant à la soutenance d’un mémoire de fin d’études
- Un cycle de docteurs vétérinaires à l’IAV comprenant 8 semestres d’études et conduisant à la soutenance d’une thèse de doctorat en médecine vétérinaire.

Au total la durée de formation pour les ingénieurs qui était de 6 ans avant la réforme a été ramenée à 5 ans ; celle des vétérinaires a par contre été conservée à 6 ans.
L’organisation des études à l’ENFI est sensiblement différente dans la mesure où les étudiants sont sélectionnés à partir des années préparatoires de l’IAV et de l’ENA. Ils effectuent ensuite un deuxième cycle sur les sciences forestières fondamentales et un troisième cycle de spécialisation.

### Institut Agronomique et Vétérinaire

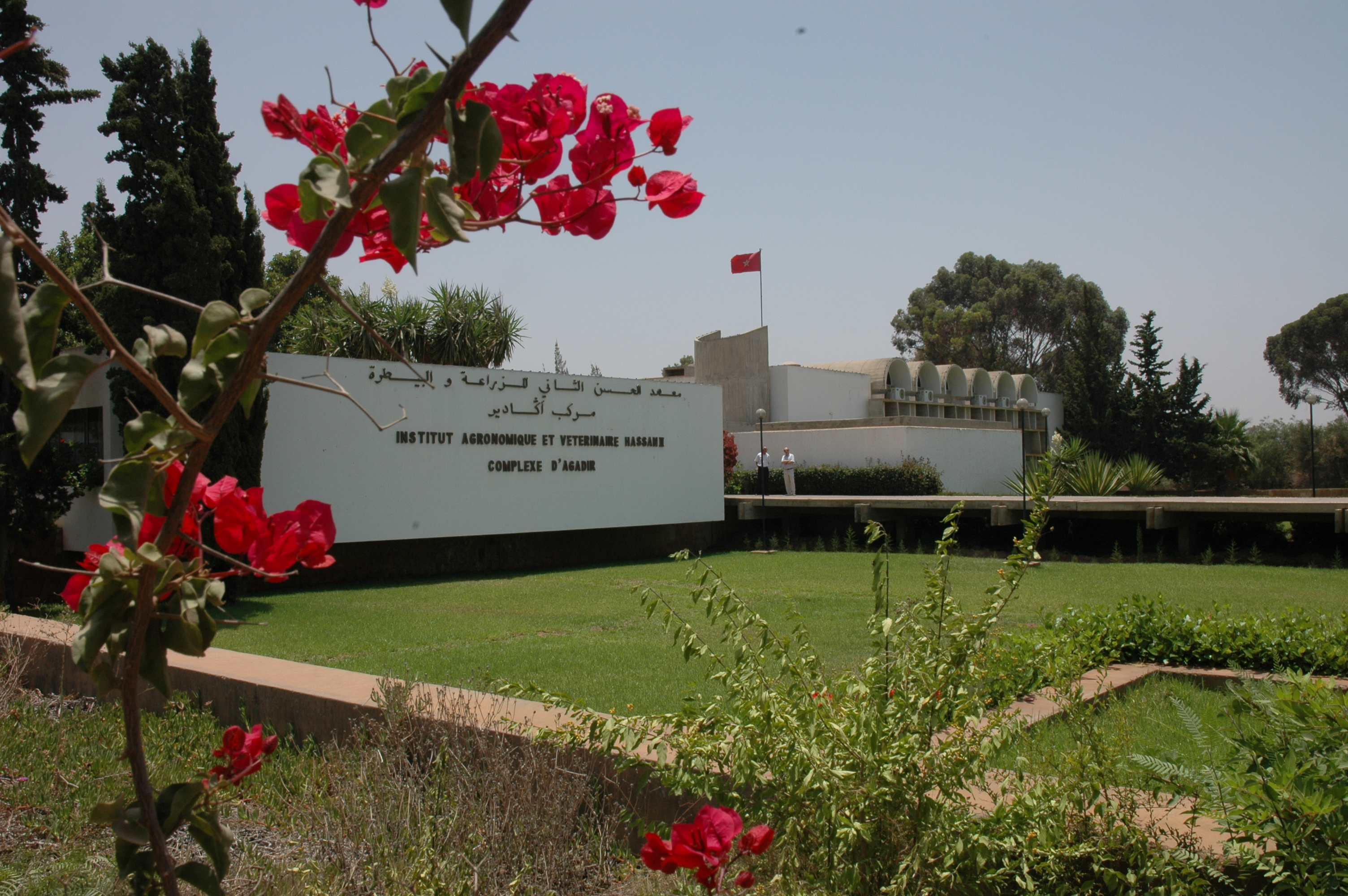
Complexe Horticole d'Agadir de l'IAV

Créé en 1968, l’IAV est un établissement de grande dimension au regard de son offre de formation, de ses ressources humaines et du nombre d’étudiants inscrits : pour l’année universitaire 2010/2011, on dénombrait 242 enseignants-chercheurs et 1952 étudiants dont 53 % de filles.
Par ailleurs, il se caractérise par :
- une vocation polytechnique marquée puisqu’il forme à la  fois des ingénieurs agronomes spécialisés, des ingénieurs en génie rural, des ingénieurs en topographie, des ingénieurs en agroalimentaire et des docteurs vétérinaires
- l’existence de 2 campus, l’un à Rabat et l’autre à Agadir, ce dernier abritant la filière de formation en horticulture
- l’accréditation en 2009 d’un centre d’études doctorales en interne qui va contribuer à la souveraineté du pays pour la formation des chercheurs et enseignants-chercheurs dans les disciplines agronomiques et connexes.

### École Nationale d’Agriculture

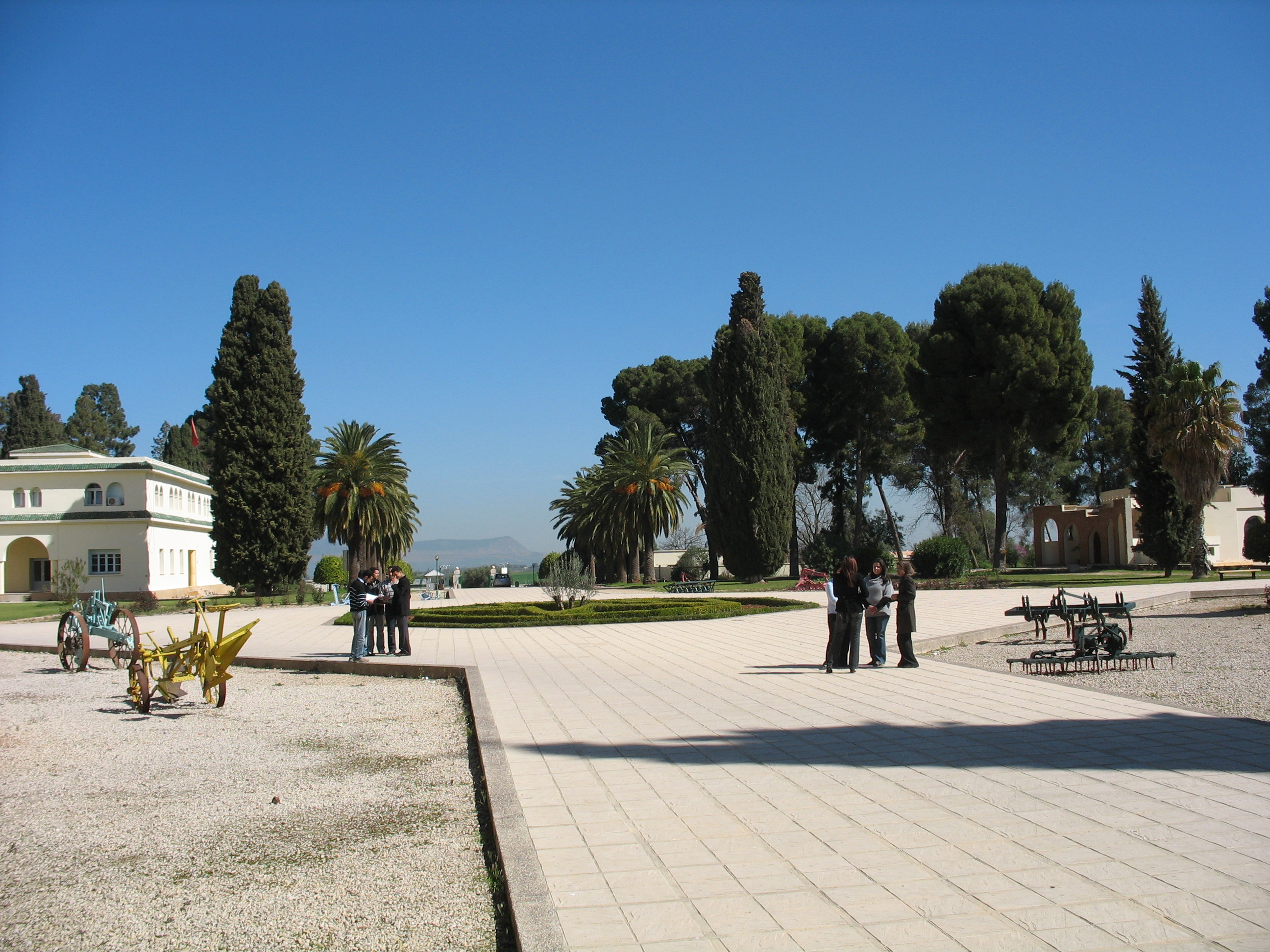
ENA de Meknès

Elle a été créée en 1942 sous le vocable École Marocaine d’Agriculture. Elle a formé à partir de 1972 des ingénieurs agricoles en 4 ans, puis a mis en œuvre à partir de 1986 un programme de formation d’ingénieurs agronomes spécialisés.
Elle rassemble 54 enseignants-chercheurs et 420 étudiants environ. 
Outre des filières de formation dans les disciplines classiques de l’agronomie, l'ENA dispose d’une filière de formation en ingénierie du développement, ce qui constitue un atout important pour cette institution dans la période actuelle où le développement agricole et rural est devenu une priorité nationale. Le développement récent d’une agropole sur le site de Meknès peut pour l’avenir constituer un  autre facteur favorable à son développement.

### École Nationale Forestière d’Ingénieurs
Créée en 1970, il s’agit d’une école de petite dimension (30 étudiants par promotion) qui joue toutefois un rôle important dans la mesure où elle forme l’essentiel des cadres du secteur des eaux et forêts et de lutte contre la désertification  du pays. À noter aussi qu’une formation militaire complète la formation scientifique de ces ingénieurs. 
Outre le campus de Salé, l’ENFI possède un campus à Ifrane dans le Moyen Atlas dans une zone renfermant les principaux écosystèmes forestiers du pays. 

## Enseignement technique et  formation professionnelle

### Missions
Le système d’enseignement technique et de formation professionnelle agricole répond aujourd’hui à une double finalité : il doit non seulement contribuer à la mise en œuvre des politiques nationales en matière d’éducation et de formation professionnelle, mais aussi accompagner les politiques sectorielles du Ministère de l’Agriculture et de la Pêche Maritime. Dans ce cadre, les établissements  se sont vus attribuer les  missions suivantes :
- Formation technique et professionnelle agricole initiale des jeunes se destinant aux métiers du secteur l’agriculture
- Formation par apprentissage des jeunes ruraux déscolarisés
- Formation continue des ressources humaines du secteur, notamment des agriculteurs
- Insertion professionnelle en milieu rural des jeunes et des adultes
- Contribution à l’animation et au développement des régions et des territoires

Le dispositif comprend d’une part la formation professionnelle, d’autre part l’enseignement technique. L’apprentissage s’est greffé par la suite sur ce dispositif.

### Formation professionnelle

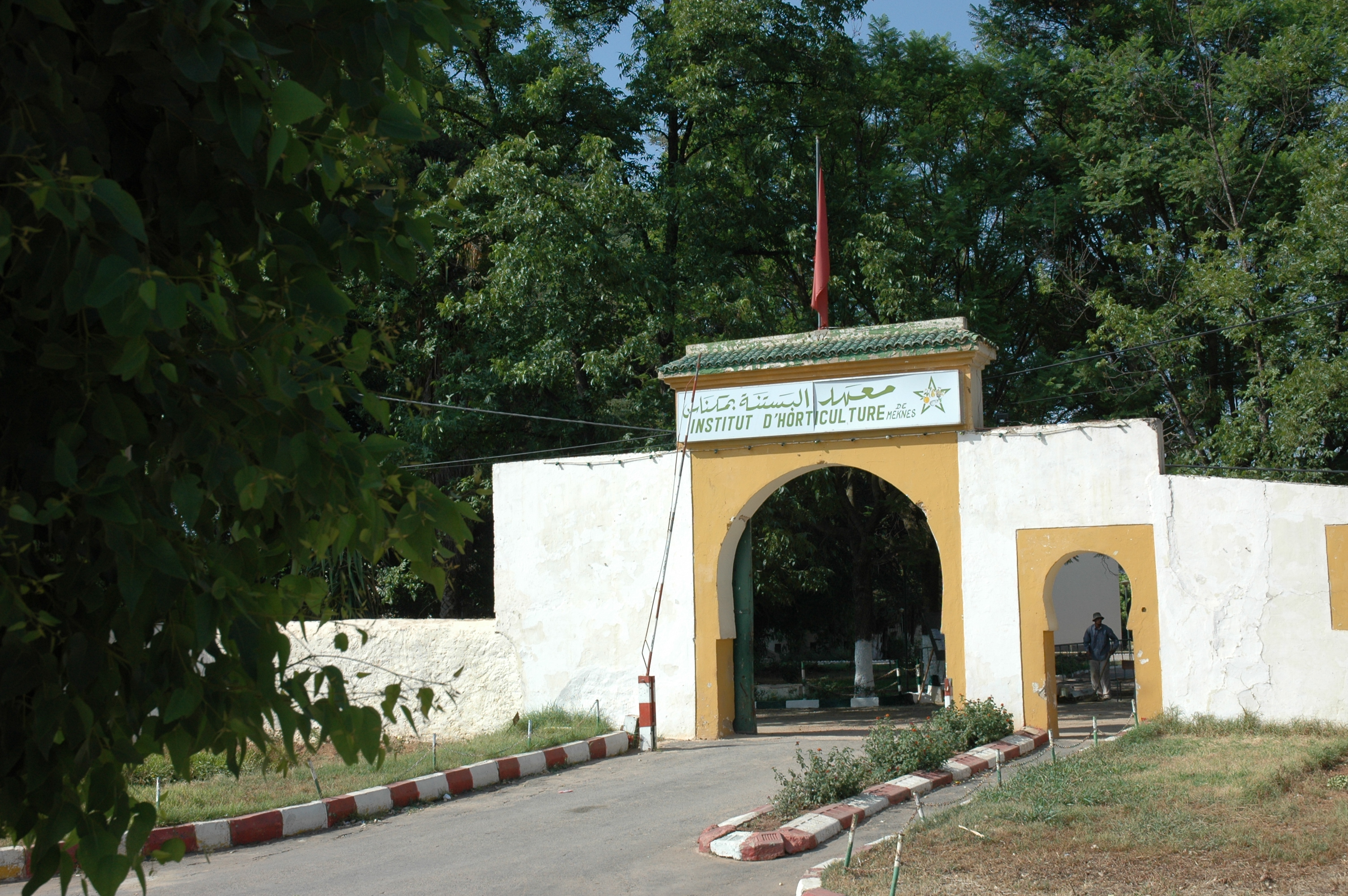
ITSH de Meknès

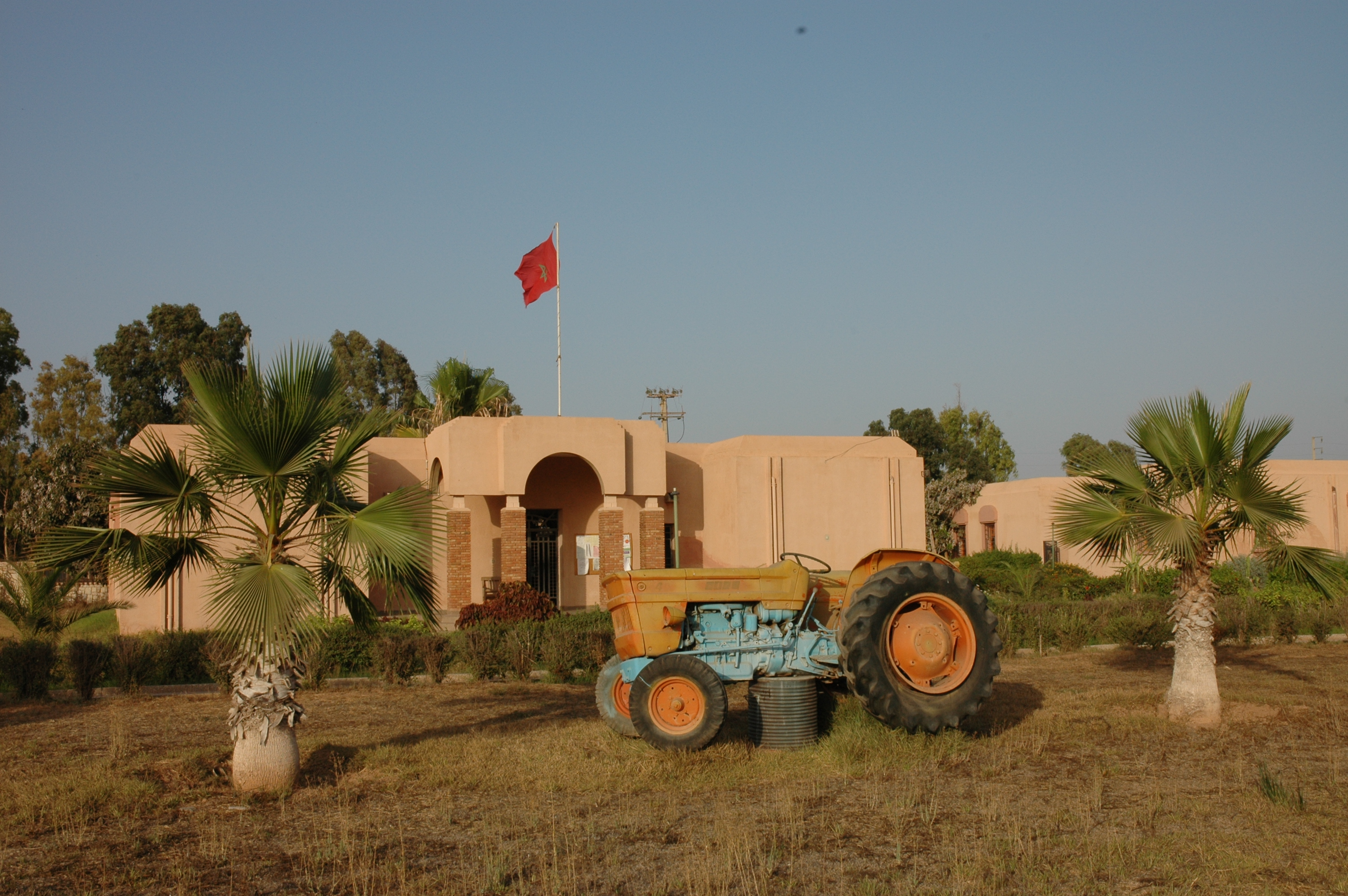
ITA d'Ouled Teima

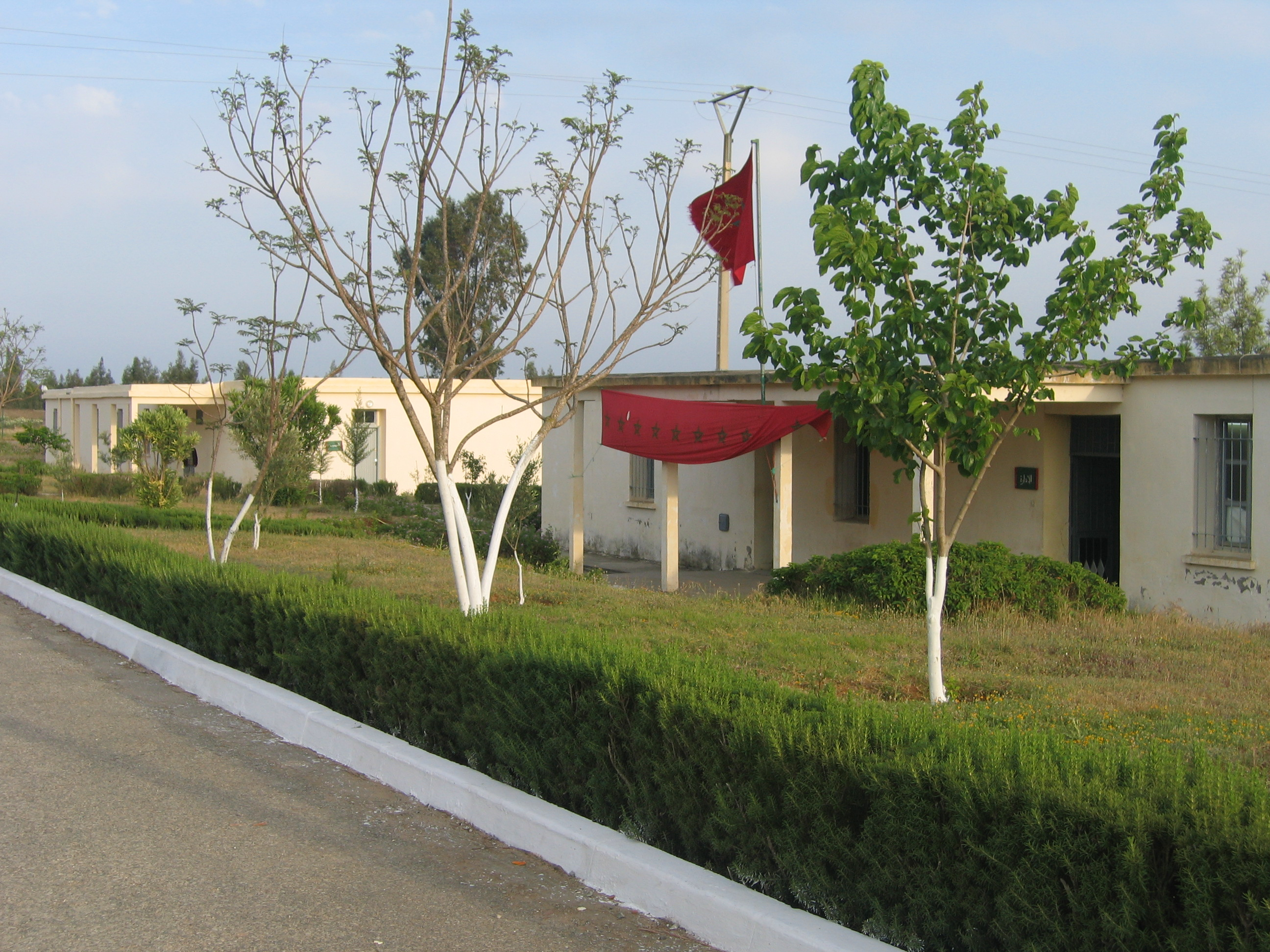
CQA de Nouirat

La formation professionnelle agricole est assurée par 46 établissementsrépartis comme suit :
- 8 Instituts de Techniciens Spécialisés en Agriculture (ITSA) formant des techniciens spécialisés, des techniciens et des ouvriers qualifiés
- 16 Instituts de Techniciens en Agriculture (ITA) formant des techniciens et des ouvriers qualifiés
- 22 Centres de Qualification Agricole (CQA) formant des ouvriers qualifiés

Cette architecture par niveau est identique à celle du système général de formation professionnelle. Le  niveau de technicien spécialisé est accessible aux élèves bacheliers, le  niveau de technicien aux élèves ayant terminé la 3e année de l’enseignement secondaire et  le niveau ouvrier qualifié aux élèves ayant terminé la 6e année de l’enseignement fondamental. Un quatrième niveau dit de spécialisation existait par le passé ; il a été supprimé et remplacé par l’apprentissage qui conduit en une année à un certificat de  formation professionnelle. Un système de passerelles permet le passage d’un niveau de formation au niveau supérieur. 
La formation, d'une durée de 2 ans, est organisée depuis 1996 selon un mode de formation alternée conformément aux dispositions de la loi 36-96. Au moins la moitié du temps de formation est réservée à la formation pratique en entreprise ou exploitation agricole avec un encadrement assuré par des professionnels maîtres de stage. 
À l’origine, les établissements assuraient principalement des formations généralistes en polyculture-élevage. Progressivement, le nombre de filières a été augmenté avec une diversification permettant de répondre aux différents besoins. La diversification s’est surtout développée lors de la mise en place des formations de techniciens spécialisés. Par exemple, des spécialisations en technico-commercial, gestion et maîtrise de l’eau, plantes aromatiques et médicinales, et plus récemment en qualité des produits animaux et d’origine animale, ont été mises en place dans divers ITSA. Pour les techniciens, on peut citer l’exemple de la création récente d’une filière du domaine des industries agroalimentaires : conducteur de ligne de fabrication et pour les ouvriers qualifiés celui d’une filière installation des systèmes d’irrigation.
Les rénovations du dispositif actuellement en cours entraineront vraisemblablement à court et moyen terme de nouvelles créations pour faire face aux évolutions des métiers du monde agricole et rural. 
On trouve des établissements dans la quasi-totalité des 16 régions économiques du pays, avec toutefois une prédominance dans les deux régions de Rabat-Salé-Zemmour-Zaër et de Meknès-Tafilalet.
La capacité d’accueil du dispositif est de l'ordre de 4 000 élèves. Elle ne peut répondre à une demande sociale en progression, en particulier pour le niveau technicien spécialisé où le nombre de candidats est bien supérieur au nombre de places offertes.
Les flux de sortie (lauréats) sont de l’ordre de 1 000 ouvriers qualifiés, 500 techniciens de 400 techniciens spécialisés. Ces chiffres paraissent relativement modestes eu égard au poids de l’agriculture dans l’économie du pays.
Les représentants des organisations professionnelles agricoles participent de plus en plus à la vie des institutions de formation. Un conseil de perfectionnement présidé par un professionnel a été institué au niveau de chaque établissement pour veiller aux orientations des formations et à leur qualité. Les professionnels contribuent aussi largement aux études sectorielles visant à déterminer les évolutions des métiers et les compétences recherchées, en préalable à la conception des référentiels de formation.

### Enseignement technique
En parallèle de la formation professionnelle, il existe un enseignement technique agricole comptant 9 lycées agricoles, dont 2 relèvent du Ministère de l’Éducation Nationale, préparant au baccalauréat Sciences agronomiques. Ces lycées agricoles sont domiciliés sur les mêmes sites que les instituts techniques où ils partagent les mêmes locaux.
Il existe aussi 30 collèges ruraux relevant du Ministère de l'Éducation Nationale où est dispensé, en plus de l’enseignement général, un enseignement d’initiation aux technologies agricoles.

### Apprentissage
L’apprentissage pour les jeunes ruraux s’est greffé au début des années 2000 dans tous les établissements en application de la loi 12-00. Il s’agissait de mettre en place une formation de masse destinée aux jeunes ruraux afin de former les futures générations d’agriculteurs. Aucun niveau n'est exigé à l'entrée; il suffit de savoir lire et écrire. 
Ce système est basé sur une formation pratique en entreprise qui représente 80 % de sa durée totale, d'une durée maximum d'un an. Seulement 20 % de la formation (générale et technique) sont réalisés en établissement. 
Les Centres de formation par apprentissage (CFA) qui assurent ce type de formation sont dénommés comme tels. En fait, ils n’ont pas d’existence juridique propre au sein de l’appareil de formation professionnelle agricole. La formation par apprentissage se déroule au sein des 46 établissements du dispositif.
Il  est difficile de quantifier en moyenne le nombre d’apprentis en raison de leur extrême variabilité selon les années et du taux d’abandon important en cours de formation. A titre indicatif, on a dénombré en 2009 2104 apprentis lauréats et 3978 en 2010.
Les nombreuses contraintes pesant sur ce dispositif limitent son efficacité. En particulier la partie stage pose problème en raison d’un nombre insuffisant de maîtres de stage bien formés et des difficultés de suivi par les établissements.

### Maisons familiales rurales
À côté du dispositif étatique, on a assisté à l’émergence à partir de 1995 d’un dispositif de formation relevant du secteur associatif, les Maisons familiales rurales (MFR), inspiré du modèle français. Ces centres sont organisés selon un mode de formation alternée, avec une semaine en centre de formation et trois semaines chez un maître de stage. La formation conduit à un certificat de formation professionnelle du domaine agricole ou para agricole. 
En 2010, on comptait 12 MFR, regroupées au sein de l’Union Nationale des Maisons Familiales Rurales. 
Le nombre de jeunes formés par ce dispositif demeure faible aujourd’hui (de l’ordre de 300 en 2010), faute d’un système de financement régulier et pérenne. Certaines MFR ont même du arrêter temporairement leur recrutement.

### Réformes en cours
Les éléments développés précédemment montrent que le dispositif de formation professionnelle agricole marocain est un dispositif solide et bien structuré. Depuis son origine, il a connu des réformes successives pour s’adapter aux besoins de développement de l’agriculture du pays. Des résultats non négligeables ont été obtenus, mais ils ne sont pas encore à la hauteur des enjeux tels qu’ils sont exprimés aujourd’hui dans le Plan Maroc Vert. Aussi le Ministère de l’agriculture a-t-il jugé nécessaire d’accentuer les efforts d’adaptation en procédant à la ré-ingénierie du dispositif sur la base d'une approche par compétences 
susceptible de mieux répondre aux besoins des professionnels et d’améliorer fortement l’employabilité des lauréats. Plusieurs établissements bénéficient déjà des nouveaux programmes élaborés selon l'approche par compétences.